# دژان درازیچ
دژان درازیچ (انگلیسی: Dejan Dražić؛ زادهٔ ۲۶ سپتامبر ۱۹۹۵) بازیکن فوتبال اهل صربستان است که در پست وینگر برای باشگاه بدروم اسپور ترکیه بازی می‌کند.
وی همچنین در تیم‌های ملی فوتبال زیر ۱۹ سال صربستان، زیر ۲۰ سال صربستان، و زیر ۲۱ سال صربستان بازی کرده‌است.